# Радослав Великов
Радослав Маринов Великов е български борец, олимпийски медалист. Роден е на 2 септември 1983 в с. Куцина, област Велико Търново.
Първият му треньор е Лако Лаков. Състезавал се е за клубовете: „Царевец-Етър-93“ (В.Търново), „Олимпик“ (Тетевен), „Левски“ и „Левски“ (София). 

## Успехи
- 3 място ЕП – мъже, Вилнюс 2009 (Литва)[2]
- 3 място ОИ – мъже, Пекин 2008
- 3 място ЕП – мъже, София 2007
- 1 място СП – мъже, Гуанджоу 2006 (Китай)
- 2 място СП – мъже, Будапеща 2005
- 2 място ЕП – мъже, Варна 2005
- 9 място ОИ – мъже, Атина 2004
- 6 място СП – юноши, Ташкент 2001 (Узбекистан)
- 5 място ЕП – кадети, Братислава 2000 (Словакия)

## Награди
- Спортист №3 на България – 2006
- В Топ-10 при определяне на най-добър спортист на България – 2008